# Miconia symplocoidea
Miconia symplocoidea är en tvåhjärtbladig växtart som beskrevs av José Jéronimo Triana. Miconia symplocoidea ingår i släktet Miconia och familjen Melastomataceae. Inga underarter finns listade i Catalogue of Life.